# IC 1702
IC 1702 ist eine Spiralgalaxie vom Hubble-Typ Sc im Sternbild Fische auf der Ekliptik. Sie ist schätzungsweise 189 Millionen Lichtjahre von der Milchstraße entfernt.
Das Objekt wurde am 12. Oktober 1896 von Stéphane Javelle entdeckt.